# Virgilio Rodríguez Macal
Virgilio Rodríguez Macal (Ciudad de Guatemala, 28 de junio de 1916 - ibídem, 13 de febrero de 1964) fue un periodista, novelista y diplomático guatemalteco que logró varios premios tanto internacionales como nacionales, como el Primer Premio en Prosa, en la rama de novela, o los Juegos Florales de Quetzaltenango de 1950 gracias a sus novelas. Es uno de los novelistas más populares en la cultura centroamericana por sus publicaciones de estilo criollista. La mayoría de sus obras se ambientan en las selvas del Departamento de El Petén.

## Biografía

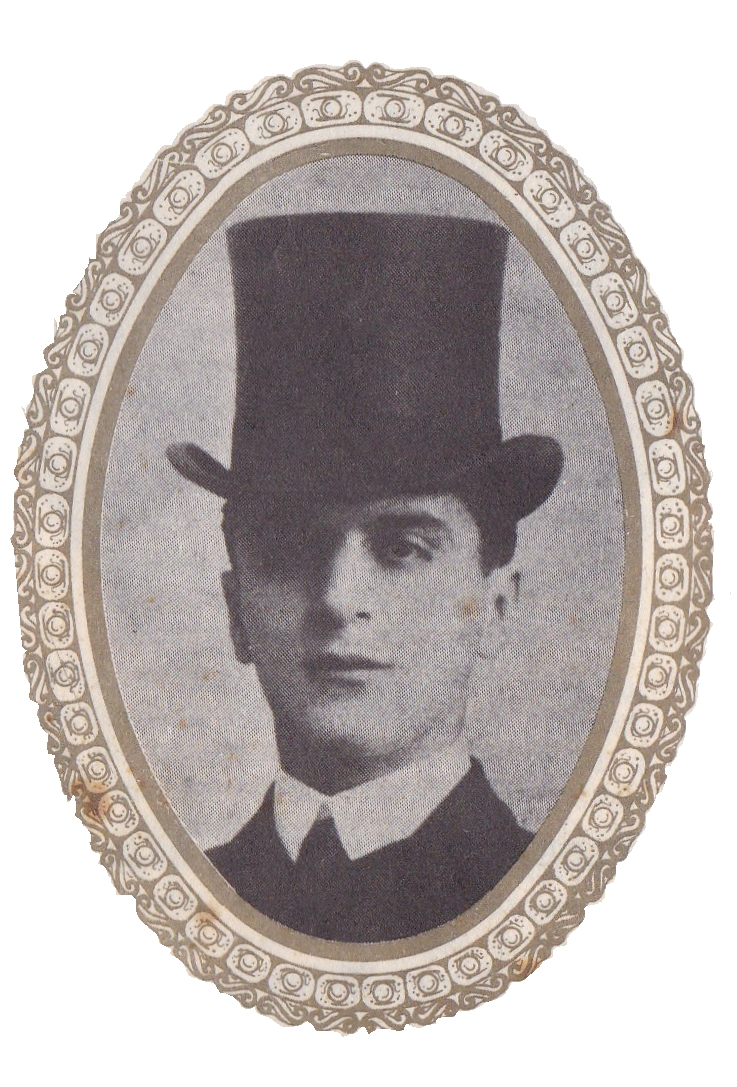
Virgilio Rodríguez Beteta, padre de Virgilio Rodríguez Macal

Nació en la ciudad de Guatemala el 28 de junio de 1916, hijo de Virgilio Rodríguez Beteta y de Elisa Macal Asturias. Su padre fue un ilustre diplomático e historiador, que escribió importantes libros sobre la Historia de Guatemala y de Centroamérica. Virgilio Rodríguez Macal empezó a escribir en el periódico chileno El Mercurio a la edad de 21 años. Fue precisamente en Chile, donde vivió cuando su padre fue embajador de Guatemala en ese país, donde nació La mansión del pájaro serpiente, una de las más bellas de sus obras, entre muchas más.
Contrajo matrimonio en Guatemala con la señora Olga Chávez Flamenco, con quien procreó en su matrimonio a sus hijas: Olga y Elisa. En la época del nacimiento de su segunda hija residía en Chile, donde después de divorciarse de su esposa Olga, contrajo matrimonio con Ana Severín Sáenz, de nacionalidad chilena, con quien procreó a su único hijo varón, Virgilio. Posteriormente se divorció de Severín Sáenz, contrayendo matrimonio de nuevo con su primera esposa, Olga Chávez, con quien procreó a su hija, María Elena, posteriormente se divorció de Olga Chávez.   A los años contrajo matrimonio en la ciudad de Guatemala con la señora Elvira Silva González, procreo en su matrimonio a su hija más pequeña Luz Patricia. 
Dentro de las características de su personalidad de escritor, destaca el hecho de que no era usual en él corregir lo que escribía. Cuando lo hacía, era para volver a dejarlo como lo tenía desde la primera vez. Además, escribía muy rápidamente. Empezaba a escribir y seguía haciéndolo durante muchas horas, por lo cual terminaba sus obras en corto tiempo. Cuando decidió escribir Carazamba, se dio cuenta de que faltaban muy pocos días para el Certamen de los Juegos Florales Centroamericanos de Quezaltenango Guatemala, en el que quería participar por primera vez, y con su primera obra Guayacán.  Contrató una mecanógrafa para que la obra fuera saliendo de una vez en limpio, para enviarla al certamen. Y en el comedor de la 10.ª. avenida 9-37 de la zona 1 de la ciudad de Guatemala —en diez días escribió Carazamba, la envió al Certamen, y ganó con ella el Primer Premio. 
Su siguiente obra fue Jinayá, también premiada en el mismo certamen, mientras que Guayacán, fue premiada en el Certamen Nacional Permanente de Ciencias, Letras y Bellas Artes de Guatemala. Varios de los cuentos de vaquería de su libro Sangre y Clorofila, fueron presentados a concursos, todos con galardones. 
Con Guayacán le sucedió algo muy especial: antes de enviarla al concurso en Guatemala, cuando vivió en España, la mandó al Certamen Pedro Antonio de Alarcón, ganando únicamente un Accésit con ella, porque, según le informaron, se pasaba del número de páginas establecido en las bases del certamen. Sin embargo, de alguna manera se filtró que la razón por la cual la obra no fue premiada, fue porque el tema, los lugares y todo el ambiente de la obra, hacían suponer que se trataba de un autor latinoamericano. Por eso, estando todavía en España, escribió su novela Negrura, la cual se desarrolla en Europa, durante la posguerra. Al año siguiente, participó en el mismo certamen con esta obra, obteniendo con ella el Premio Pedro Antonio de Alarcón. Esta novela, sin embargo, no corresponde en nada al que ha sido su estilo característico; en ella no se reconoce al VRM de gran fuerza y belleza, que caracteriza toda su obra.

## Muerte
Cuando murió el 13 de febrero de 1964 a los 47 años, víctima de un cáncer pulmonar, planificaba una próxima novela a desarrollarse en el Oriente de Guatemala. Las largas temporadas que pasaba en las selvas del Petén, donde se adentraba a veces con un guía, a veces solo, fueron indudablemente las que nutrieron su fantasía para dar vida a todos esos personajes, a todas esas escenas, a todas esas maravillosas descripciones de ese mundo verde que tanto amó. 
A la hora de su muerte estaba casado con la señora Elvira Silva González, madre de su hija Luz Patricia.

## Obras
Su obra más galardonada fue La mansión del pájaro serpiente, la cual ha sido traducida a varios idiomas. Su personalidad, como la de los hombres nacidos en las primeras décadas del siglo xx, estuvo influida por la prolongada dictadura de Jorge Ubico, por la revolución de 1944 y por el llamado Movimiento de Liberación Nacional que derrocó al gobierno de Árbenz en 1954. Vivió y estudió en Estados Unidos al final de la década de 1920. 
Fue incluido en el Diccionario de Autores y Críticos Guatemaltecos e influyó en varios escritores guatemaltecos, como Francisco Alejandro Méndez y otros.
La riqueza de sus personajes y lugares, así como el conocimiento real de la fauna y las tradiciones, hacen de sus obras un gran legado a la cultura centroamericana.
- La mansión del pájaro serpiente
- El mundo del misterio verde
- Carazamba
- Jinayá[3]
- Guayacán
- Negrura[4]
- Sangre y clorofila

### Guayacán
Esta obra contiene algunas coincidencias con la vida del autor, ya que el personaje principal Valentín Ochaeta regresa luego de estudiar varios años en el extranjero, a su pueblo natal, con una maleta llena de sueños y esperanzas, que son contrariadas con la realidad de sus familiares, quienes han agotado sus recursos con los gastos de sus estudios, lo que lo obliga a convertirse a un aventurero más de las selvas del Petén donde pretende buscar fortuna para salir de la difícil situación de su familia, convirtiéndose en maderero, lagartero y chiclero hacen un tributo a todos aquellos guatemaltecos recios que se dedicaban en tiempos de antaño a esta difícil forma de vida. A través de este viaje y el encuentro con las raíces de sus ancestros Valentín alcanza la madurez y se convierte en un hombre.
Aborda la temática de enfrentar los sueños y las esperanzas juveniles contra la cruda realidad a la que ha de enfrentarse un adulto. La obra fue galardonada en Guatemala con el «Único Premio de Novela» del Certamen Centroamericano de Ciencias, Letras y Bellas Artes «15 de septiembre», en 1953. Según palabras del autor en su primera edición «Es como si dijéramos un sencillo monumento esculpido en letras de molde, para el maderero, el chiclero, y el lagartero, que hoy en día arrebatan de las fauces de la muerte el sustento para su familia y para sí».

### El mundo del misterio verde
Esta obra contiene las historias recogidas de los labios "del idioma maya q'eqchí' Lish Zenzeyul, un indio a quien se le tornaron verdes los ojos de tanto mirar y admirar la selva". 
La fauna y la flora de las selvas de Petén y las Verapaces, así como la geografía de la zona, están retratadas en el estilo pintoresco y repetidor de Lish Zenzeyul, quien se adentró en el mundo del misterio verde, en el que hay tanta serpiente, tanto mono saraguato y tanto tecolote, y en el mundo del hombre blanco, del hombre de las ciudades, con la diferencia según sus palabras, de que el de la selva es más franco y más lógico. Se trata de un relato de varios animales que enseñan al lector distintos valores y enseñanzas útiles para la vida.

### La mansión del pájaro serpiente
El autor hace en estos relatos una provechosa utilización de los relatos orales, de la mitología maya y de sus vivencias de aventurero incansable. Preciosos cuentos en donde se humanizan animales propios de las selvas del trópico centroamericano. Si bien el estilo de La mansión del pájaro serpiente -que no es otro que el quetzal, que recibe su sobrenombre debido a que su larga cola bífida y lo colorido de su plumaje que da la impresión de que arrastra dos víboras- con su pintoresquismo y sus reiteraciones permite ubicar al escritor Rodríguez Macal como descendiente del Popol Vuh, el tipo de sus ficciones lo afilia también a la cuentística para crear un mundo donde y como ellos viven en mundo desconocido para muchos pero familiar para otros de manera que nos da a conocer la sencillez de una mansión verde llena espléndidos especímenes jamás vistos por personas.

### Carazamba
La novela es una obra narrativa de la década de 1940 de Guatemala, desde la ciudad portuaria de Livingston, Izabal, hasta la zona selvática de Petén, donde se desarrolla gran parte de la acción. Narra los infortunios del narrador y su mayordomo Pedro, al conocer a Carazamba y sus secretos. Este libro, aparte de tener un gran contenido de acción y romance, narra también en un estilo emotivo una crítica «disfrazada» y con bastante sentido de la posición hacia el gobierno militarista del general Jorge Ubico (1931-1944).

### Obras de Virgilio Rodríguez Macal
- Rodríguez Macal, Virgilio (1953). Carazamba. Guatemala: Norte.
- — (1963). El mundo del Misterio Verde: segundo libro de"La Mansión del Pájaro Serpiente". Biblioteca guatemalteca de cultura popular 62. Guatemala: Ministerio de Educación Pública.
- — (1951). Jinayá (5.a edición). Guatemala: Piedra Santa. ISBN 9788483770689.
- — (1969). Guayacán. Guatemala: Piedra Santa. p. 560.
- — (1959). Negrura. Grandes novelistas de nuestro tiempo. Guatemala: Fareso. p. 361.
- — (1999) [1942]. La mansión del pájaro serpiente. Guatemala: Piedra Santa Arandi. p. 159. ISBN 9789992250853.